# Історія Португалії

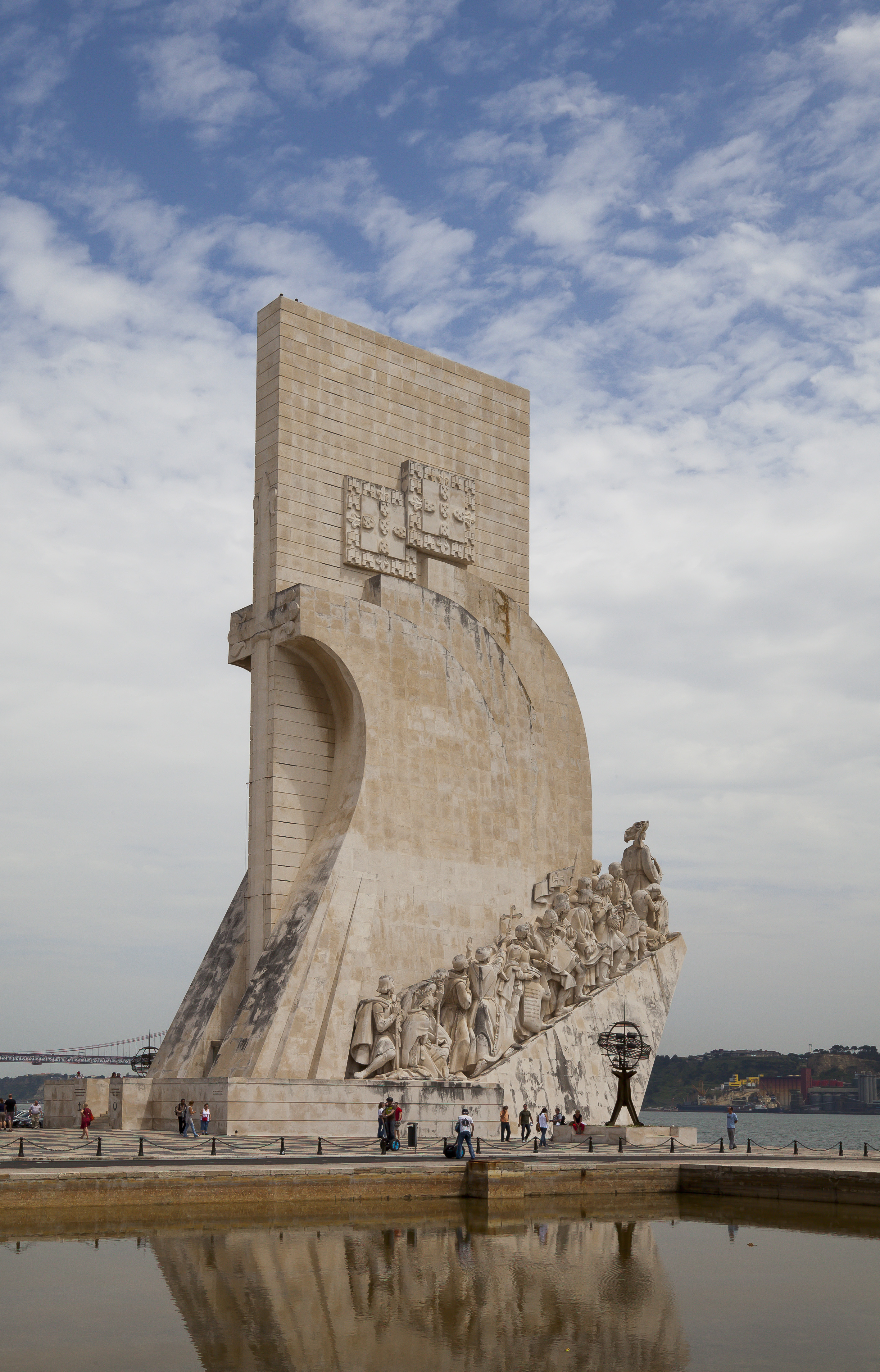
Пам'ятник португальським географічним відкриттям, Лісабон.

Істо́рія Португа́лії нараховує близько 3 тисячоліть. Вона нерозривно пов'язана з історією Піренейського півострова, Європи та Нового Світу. В античні часи Португалія була батьківщиною кельтського племені лузітан. Їх підкорила Римська держава (45 до н. е.), яка створила на цих землях провінцію Лузітанія. Римляни асимілювали і християнізували весь півострів, визначивши майбутню цивілізаційну приналежність самої Португалії. Після падіння Риму португальськими теренами володіли свеви, алани і вестготи (410—715). Коли ж у VIII столітті Піренейський півострів захопили мусульмани, місцеві християни розпочали визвольну війну — Реконкісту. Португальська держава постала в ході цієї війни: спочатку як Португальське графство Леонського королівства, а з 1139 року — як самостійне Португальське королівство. Найбільшого розквіту вона досягла у XVI—XVII століттях, ставши однією з наддержав Європи, авангардом цивілізованого в Добу великих географічних відкриттів. Португальська монархія здобула великі колонії в Африці, Азії, Бразилії. Після загибелі останнього представника правлячої династії країна перебувала в унії з Іспанією (1580—1640), але згодом повернула собі незалежність. Внаслідок Лісабонського землетрусу (1755), французької навали (1808—1814), втрати Бразилії та перемоги лібералів-антиклерикалів у громадянській війні (1828—1834) Португалія перетворилася на другорядну європейську державу. Ставши республікою (1910), вона брала участь у Першій світовій війні на боці країн Антанти (1914—1918). Через зловживання лівих урядів у державі відбулася національна революція (1926) і встановлення авторитарного режиму Антоніу Салазара. Під його керівництвом країна залишалася нейтральною під час Другої Світової війни (1939—1945), але була союзником західних держав у Холодній війни. Націолістичний режим в Португалії повалили лівацькі сили в ході Революції гвоздик (1974). Вони зреклися усіх колоній (1975), прийняли нову соціалістичну конституцію (1976) й обрали курс на інтеграцію Португалії в ЄС (1986).

## Давній період

### Кельти і римляни

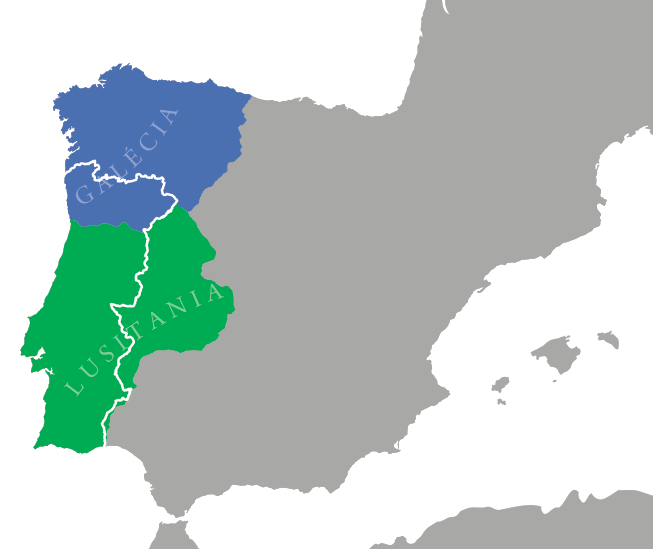
Лузітанія і Галлеція на карті Португалії.

Рання історія Португалії нерозривно пов'язана із історією усього Піренейського півострова. Від часів неоліту його заселяли іберійські племена, що займалися землеробством, скотарством та рибальством. У 1 тисячолітті до н. е. з Центральної Європи на територію півострова прийшли кельти, які підкорили частину місцевих племен й змішалися з ними. Найвідомішим племінним союзом на центральних португальських землях були лузітани, що мешкали в межиріччі Дору та Тежу. Їхня країна назвалася Лузітанією — згодом поетична назва самої Португалії. На півночі жили галлеки, за річною Тежу — кельтики, а на півдні, в регіоні Алгарве, — кінети. На узбережжі існували торгові колонії фінікійців з Карфагену, такі як Тавіра.
219 року до н. е. розпочалося римське завоювання Піренейського півострова, який римляни називали Іспанією. В ході пунічних воєн Карфаген втратив свої колонії. За часів Юлія Цезаря майже весь півострів увійшов до складу Римської Республіки. На підкорення португальських теренів завойовники витратили два століття. 150 року до н. е. проти них спалахнуло повстання, яке очолив лузітанський вождь Віріат. Він розгромив римлян і на деякий час звільнив Лузітанію, але 139 року до н. е. загинув від рук соратників, підкуплених ворогами. 45 року до н. е. війни з місцевими племенами скінчилися остаточним встановленням римської влади. 27 року до н. е. Лузітанія стала провінцією Римської імперії. Згодом з північних земель виокремили новий край — Галлецію. На завойованих територіях римляни будували форти і колонії, що стали осередками цивілізації, романізації, а згодом — християнізації. Вони дали початок сучасним португальським містам, таким як Бракара-Августа (Брага), Конімбріга (Коїмбра) та іншим. До сьогодні в Португалії зберіглося багато пам'яток римської доби — мости, дороги, акведуки, лазні, театри та руїни храмів.

### Германці та мусульмани

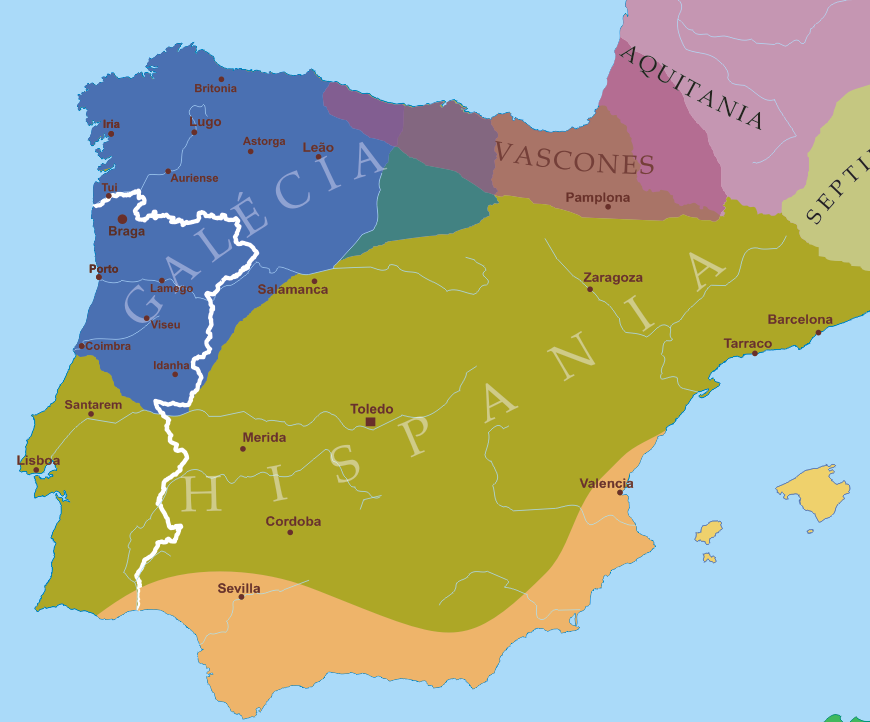
Свеви (сині) і Вестготи (жовті)

На початку V століття германські племена свевів і вандалів у союзі з сарматами (аланами) вторглися до римських володінь на Піренейському півострові. Під проводом короля Гермеріка вони захопили Галлецію та Лузітанію, де близько 409 року заснували Свевське королівство. Столиця цієї держави розташовувалася у Бракарі, сучасній португальській Бразі. Розширюючи свої кордони, свевські правителі зіткнулися із новими завойовниками-германцями — вестготами, які в 500 році створили Готське королівство з центром Толедо. У 584—585 роках вестготський король Леовігільд упокорив свевів і аланів, перетворив їхні краї на свої провінції. Його наступники прийняли християнство і під впливом місцевого населення поступово романізувалися. До початку VIII століття весь півострів перебував під готським контролем. Попри це португальські терени лишалися під сильним культурно-господарським впливом свевів та сарматів. Зокрема, залишки аланських поселень знайдені біля сучасного Аленкера, Коїмбри та Лісабона.
У 711—720 роках весь Піренейський півострів, включно з територією Португалії, завоювали мусульманські війська Омеядського халіфату. Вони знищили готську державу і приєднали християнські землі до своєї імперії. 750 року на її уламках в Іспанії постав Кордовський емірат, що 929 року став халіфатом. 1031 року він розколовся на емірати-тайфи, які ворогували між собою. Більшість португальських теренів контролювала Бадахоська тайфа, яка після 1022 року була підкорена тайфою Севільї. 1086 року усі емірства півострова визнали верховенство марокканської імперії Альморавідів, а з 1147 року — держави Альмохадів. За ісламського панування в VIII—XIII століттях зросла кількість мусульман, переважно з числа мігрантів — арабів і берберів (маврів) з Північної Африки. Основними ісламськими центрами мусульман в Португалії були Бежа, Сілвеш, Алкасер, Сантарен і Лісабон. Важливу роль в економічному житті міст грали євреї, що мешкали на півострові від римських часів.

## Середньовіччя і новий час

### Португальське графство

Реконкіста (718—1492).

718 року на півночі Піренейського півострова християнські повстанці, що не бажали миритися з ісламською окупацією, проголосили незалежне Астурійське королівство під проводом готського князя Пелагія. 722 року він розбив мусульманські сили під Ковадонгою й проголосив себе королем. Невдовзі Астурія стала оплотом Реконкісти — руху за повернення християнської батьківщини. У IX столітті, за правління короля Альфонсо ІІІ, астурійці під командою лицаря Вімара звільнили від мусульман межиріччя Міню й Дору в Північній Португалії. Центром визволених земель стало морське місто Порт-Кале (Порту). На базі нього постало Порткалеське графство у складі Астурійського королівства, згодом зване Португальським. 868 року першим португальським графом було призначено Вімару, землі якого стали зватися Португалією (лат. Portucale, Portugale, Portugalia).
910 року, внаслідок династичних чвар, Астурійське королівство розділилося на три — Астурію, Галісію і Леон, але 924 року було об'єднане знову як Леонське королівство (згодом — Леон-Кастилія, Іспанія). Розпади і об'єднання держави тривали протягом Х — ХІ століть. У період роздробленості Португальське графство перебувало у складі Галісії, але 1071 року втратило автономію. Після чергового приєднання Галісії до Леону, леонсько-кастильський король Альфонсо VI відділив португальські землі від галісійських і включив до свого домену. 1093 року він дарував їх як оновлене Португальське графство франкському лицарю Генріху з Бургундськомго дому, чоловікові своєї доньки Терези.

### Королівство. Бургундська династія
1128 року Португальське графство очолив Афонсу I, син Генріха. Усунувши свою матір-графиню від влади, він прийняв титул князя і обрав курс на відокремлення від Леонського королівства. 25 липня 1139 року Афонсу здобув перемогу над мусульманами при Оріке, після якої лицарі проголосили його королем Португалії. Ця легендарна подія вважається точкою відліку незалежного Португальського королівства. 1143 року його самостійність визнав леонський король Альфонсо VII, а 1179 року — Святий Престол в особі римського папи Олександра ІІІ.
Задля утвердження своєї держави король Афонсу та його нащадки брали активну участь в Реконкісті. За допомоги Церкви, чернечих орденів та хрестоносців португальські монархи захопили Лісабон (1147), Сантарен (1184), Бежу та інші міста. 1249 року зі здобуттям Фару Реконкіста на теренах сучасної Португалії завершилася. 1255 року столицю країни перенесли до Лісабона. Теперішніх кордонів Португалія набула 1279 року після успішної війни з Кастильсько-Леонським королівством. За правління короля Дініша та його спадкоємців країна жила в мирі. Проте чорною сторінкою стала епідемія чуми 1348—1349 років, яка спустошила королівство. 1373 року Португалія уклала військовий союз із Англією, що розпочав багатовікову історію португальсько-англійських політичних і культурних взаємин, і фактично є чинним дотепер.

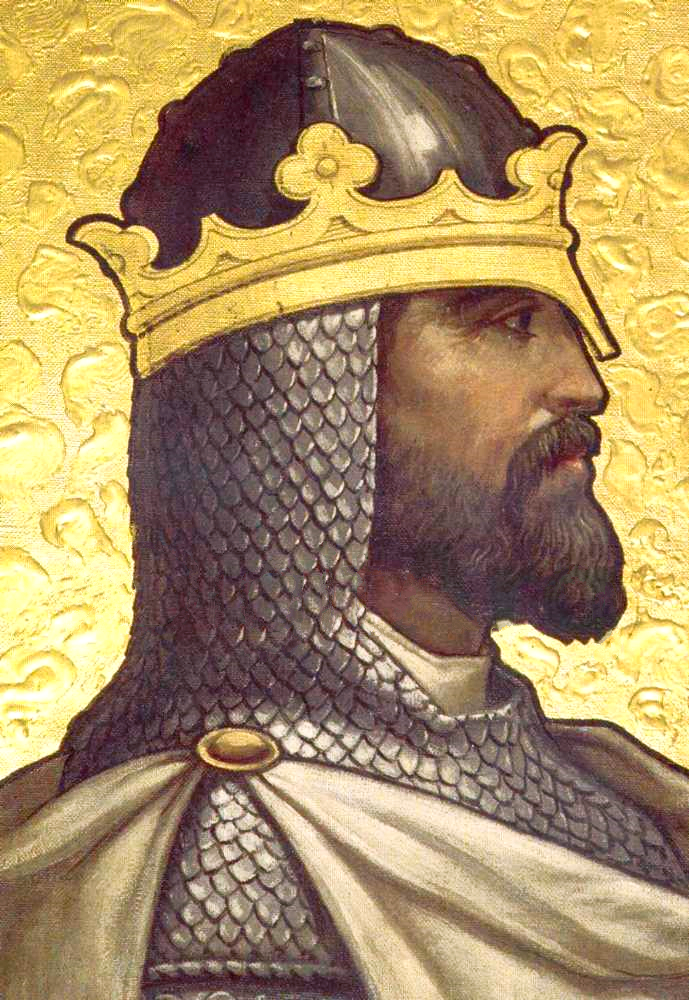
Афонсу І
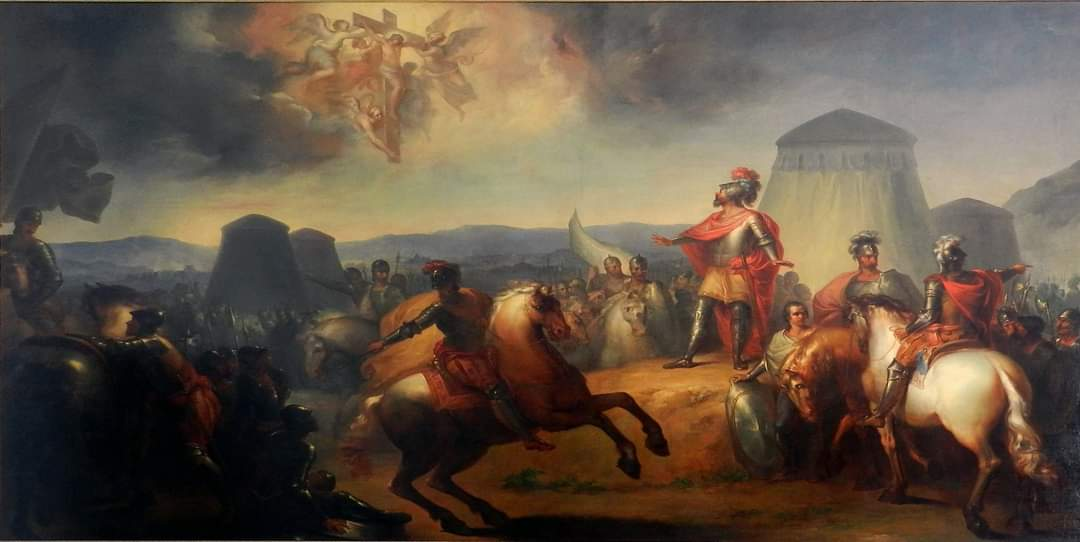
Битва при Оріке
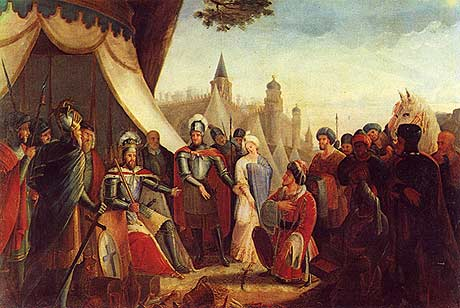
Звільнення Лісабона
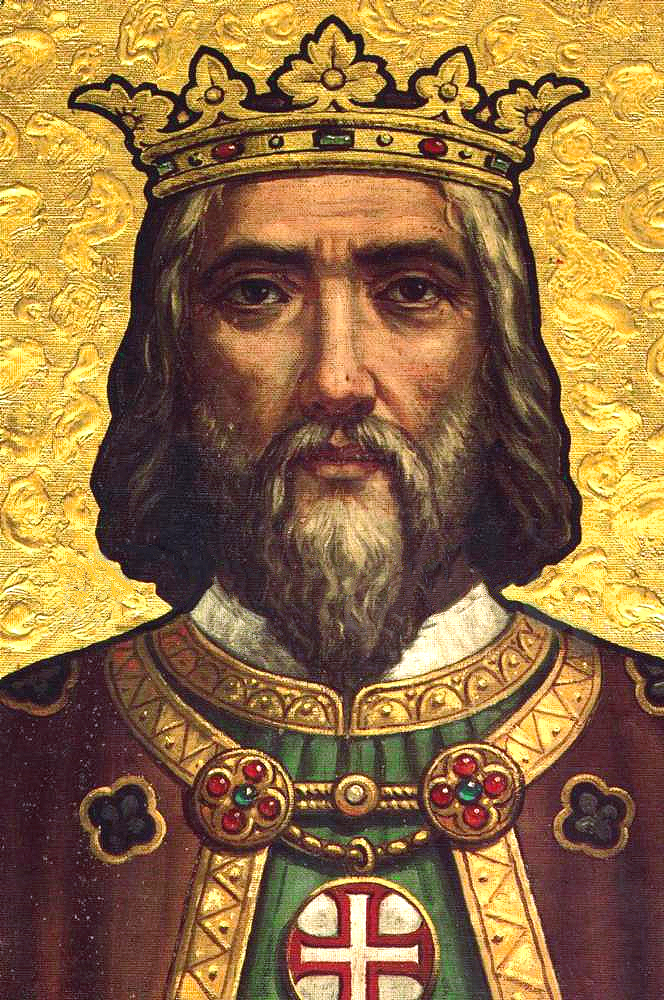
Дініш

### Авіська династія. Географічні відкриття
1383 року після смерті короля Фернанду I, що не мав синів, у Португалії почалася династична криза. Вона призвела до громадянської війни та інтервенції Кастилії, король якої Хуан І претендував на португальську корону як зять покійного монарха. Португальська дрібна шляхта і міщани виступили за самостійність країни і підтримали авіського магістра Жуана (згодом — Жуан I) у боротьбі за престол. 1385 року кортеси проголосили Жуана королем Португалії, а його війська розбили кастильців у вирішальній битві при Алжубарроті. Ця перемога ознаменувала утвердження Авіської династії в Португалії.
У XV—XVI століттях португальці стали авангардом християнської Європи в Добу великих географічних відкриттів. Завдяки цьому вони перетворили свою країну на одну з наддержав тогочасного світу. Португальські мореплавці дослідили Азори, Мадейру і західне узбережжя Африки. Свої здобутки Португалія закріпила Тордесільяським договором 1494 року з конкуруючою Іспанією, що поділив ще недосліджений європейцями світ на зони двох країн.
1498 року, за правління короля Мануела І, португалець Вашку да Гама відкрив морський шлях до Індії. Його наступники проклали шляхи до країн Південно-Східної Азії, Китаю та Японії. Спираючись на факторії та колонії в Гоа, Малацці, Макао, Тиморі, Португалія монополізувала міжнародну торгівлі в Індійському океані, яка стала приносити їй величезні прибутки. 1500 року Педру Алваріш Кабрал відкрив Бразилію, а Гашпар Корте-Реал — Канаду. 1521 року португальські кораблі першими досягли Австралії. Сарагоський договір 1529 року закріпив португальські здобутки у Новому світі.

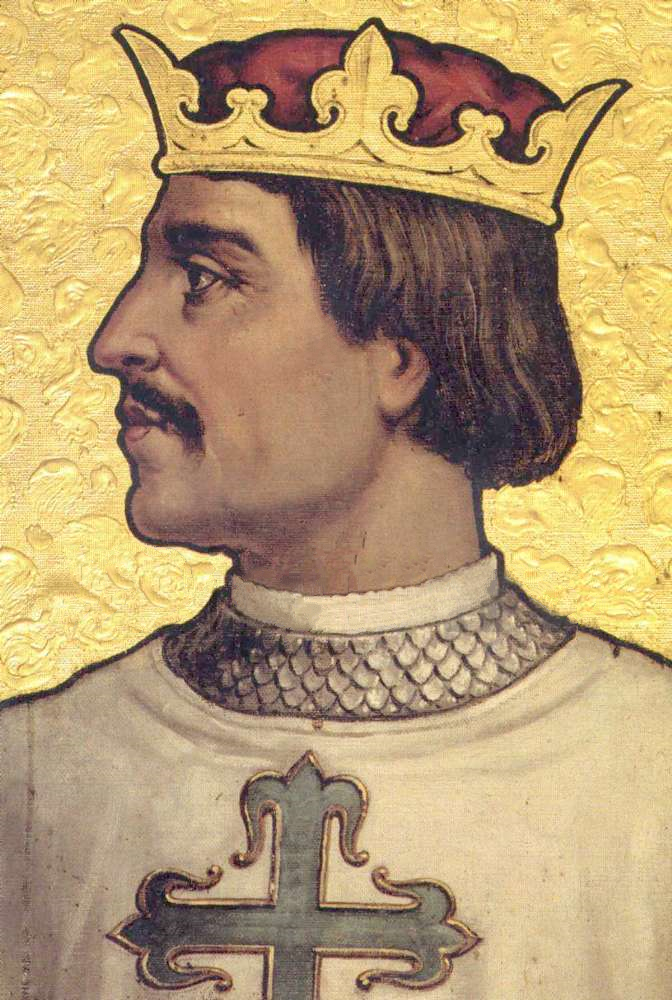
Жуан І
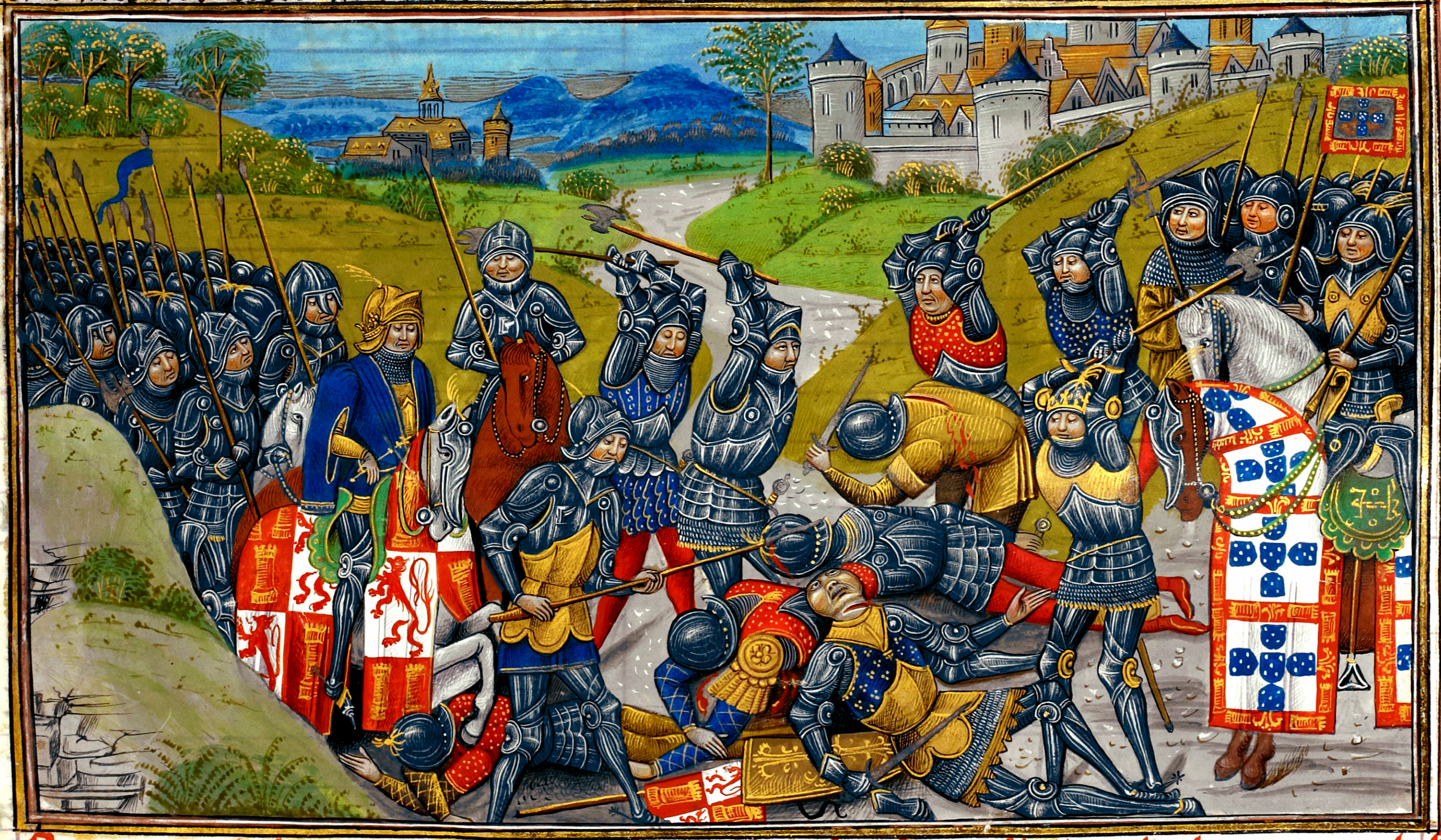
Битва при Алжубарроті
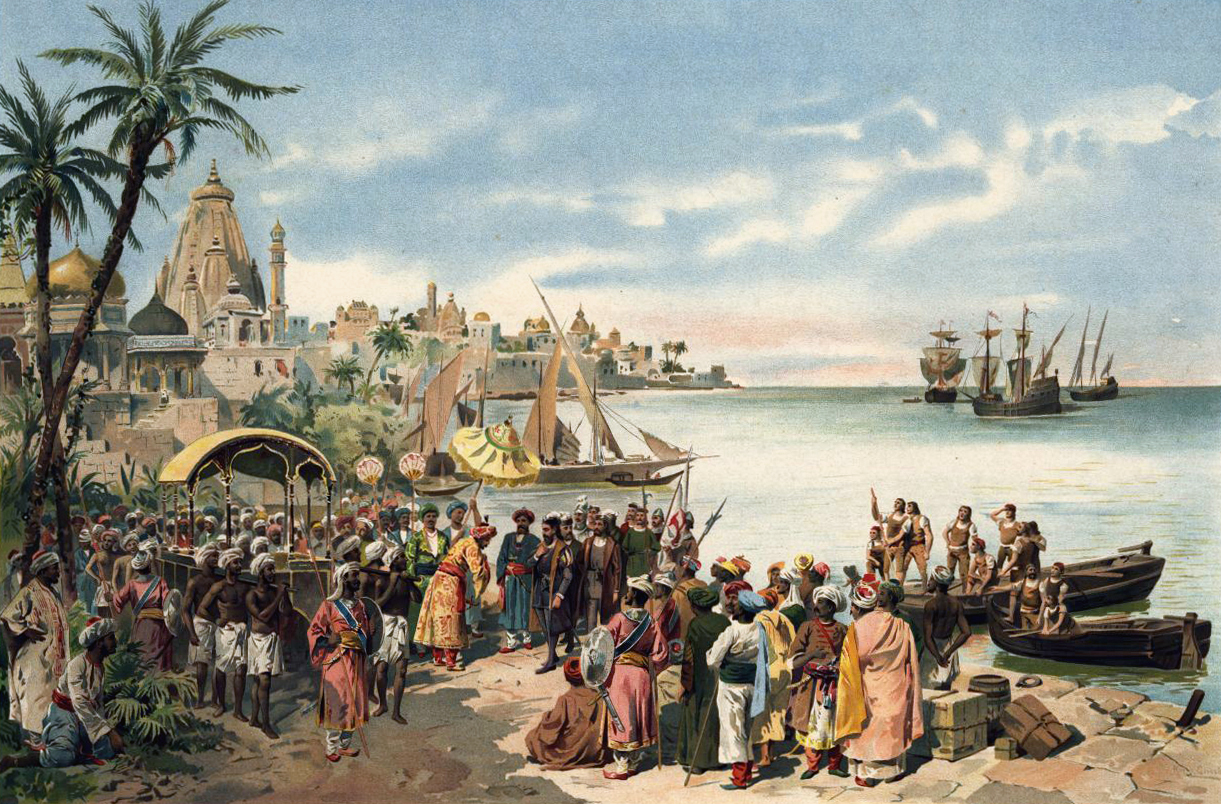
Відкриття Індії
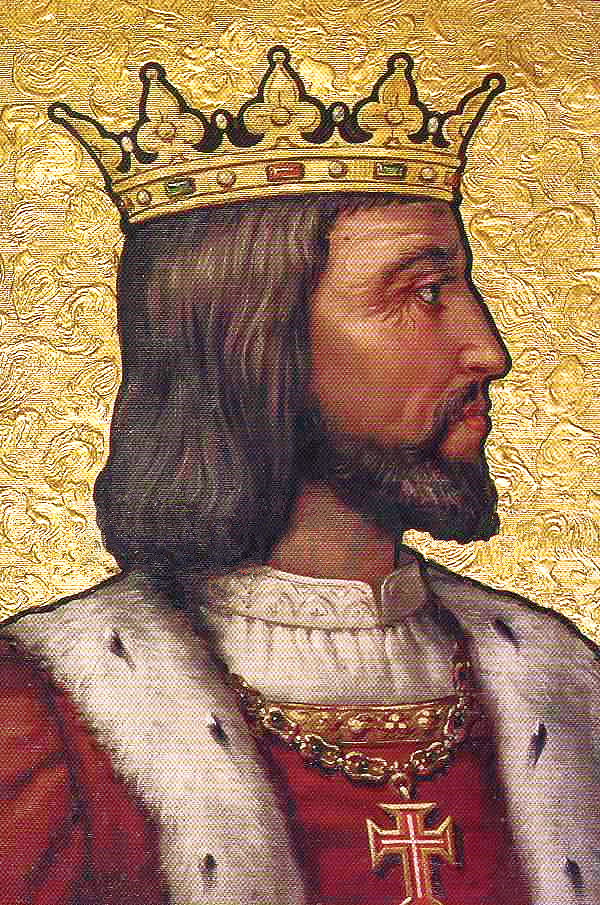
Мануел І

### Іберійська унія. Браганська династія
1580 року помер португальський король Енріке, останній представник Авіської династії. Він не залишив спадкоємця, що спричинило політичну кризу. За умовами Іберійської унії Португалія уклала династичний союз із Габсбурзькою Іспанією, король якої Філіпп ІІ прийняв титул португальського короля (Філіпп І). Португалія втратила незалежність, але зберігала широку внутрішню автономію. Наслідком союзу стала участь португальців у іспанських війнах проти протестантських Голландії та Англії. Через них Португалія втратила монопольні позиції в Індійському океані, які перехопили голландці.
1640 року частина португальської знаті повстала проти іспанської влади, проголосивши своїм королем Жуана IV з Браганського дому, далекого родича Авіської династії. Це спричинило так звану Реставраційну війну між Португалією й Іспанією, що завершилася 1668 року відновленням португальської самостійності. Португальські королі з Браганського дому встановили у країні абсолютистський режим. За правління Педру II, що прийшов до влади внаслідок двірцевого перевороту, поновилася колоніальна експансія. Його син Жуан V посилив експлуатацію заморських територій, але виснажив державну скарбницю будівництвом палаців та придбанням мистецьких шедеврів. У XVIII столітті в Бразилії почалася золота лихоманка, внаслідок чого туди мігрувало близько 600 тисяч жителів Португалії — один із наймасовіших прикладів переселення європейців до Американського континенту в часи колоніалізму.

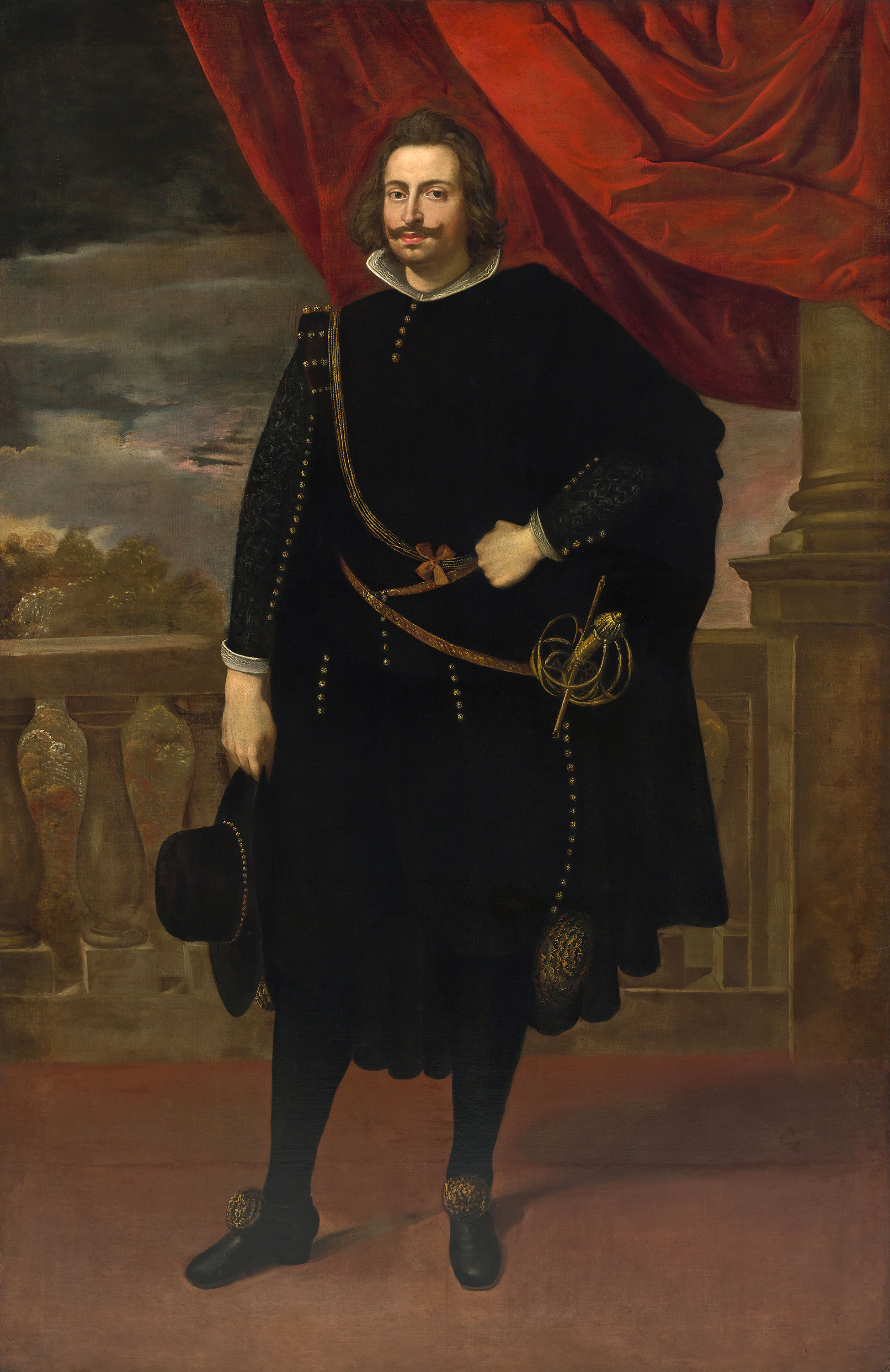
Жуан IV
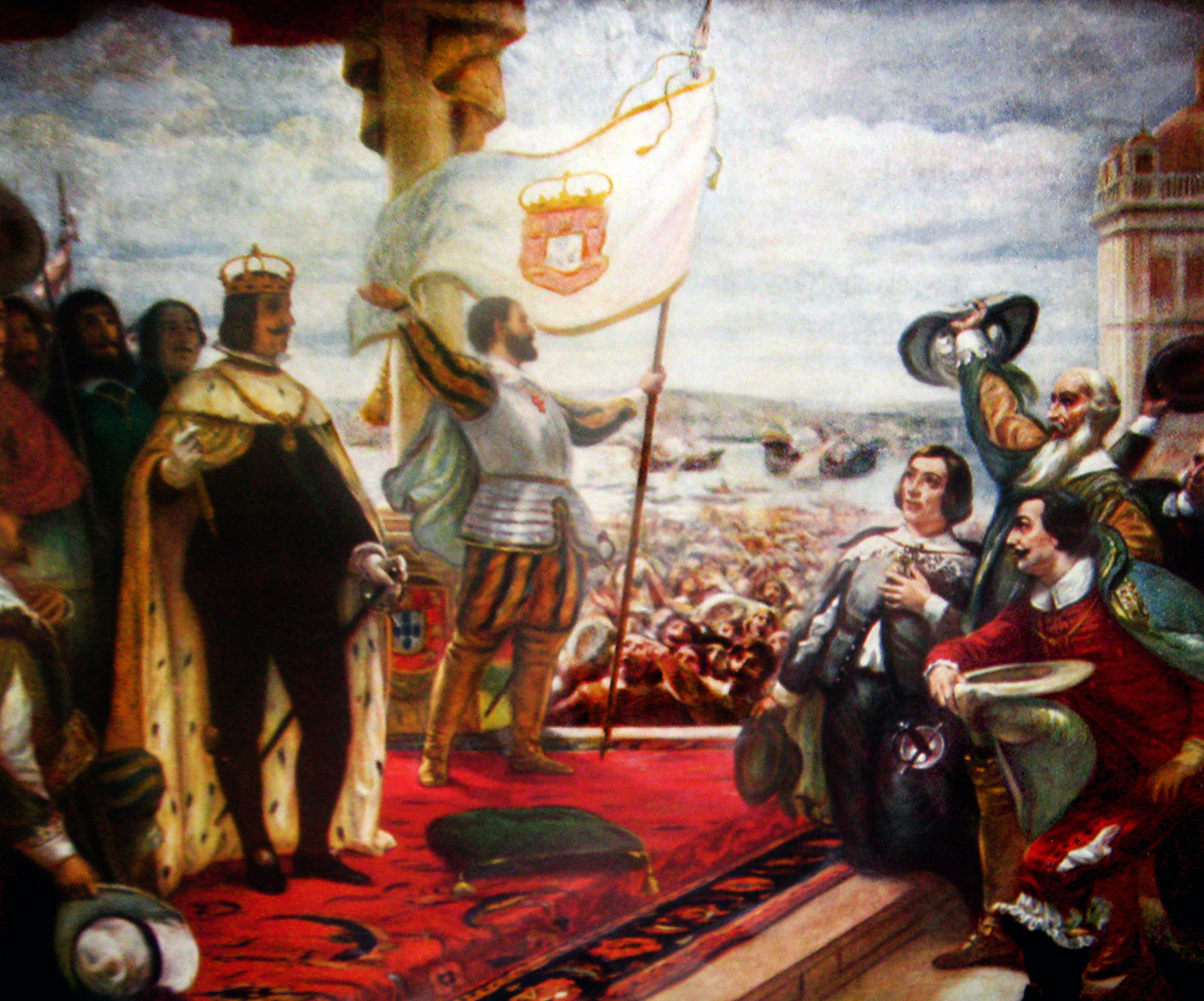
Реставрація незалежності
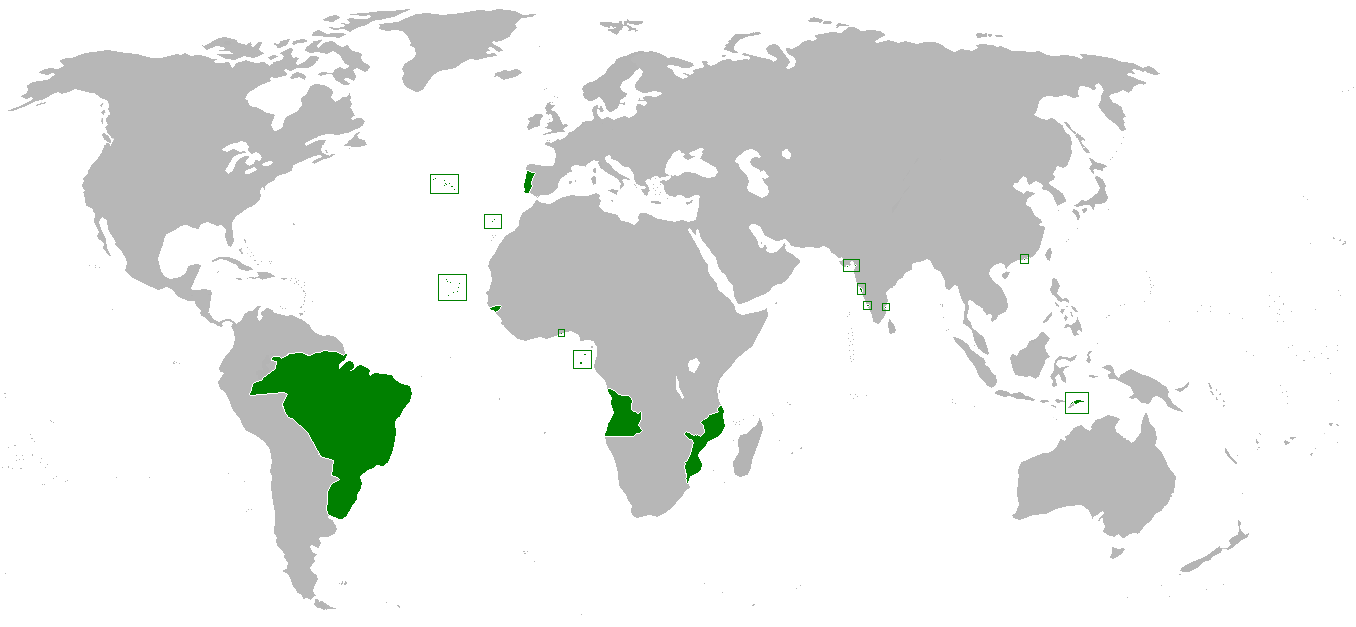
Португальська «імперія»
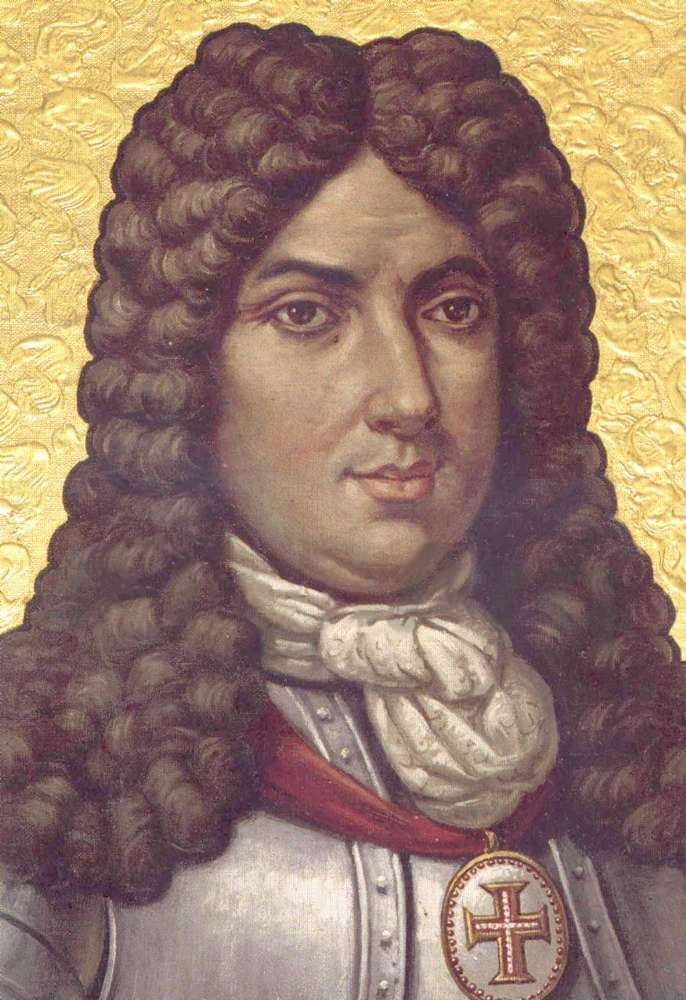
Педру ІІ

### Занепад
1755 року Португалія зазнала непоправного удару від великого землетрусу, магнітудою 8,5 — 9 балів, та цунамі. Столиця Лісабон була вщент зруйнована. Король Жозе I доручив її відбудову голові уряду, помбальському маркізу Себаштіану де Карвалю, послідовнику ідей просвітництва, який встановив у країні авторитарний режим. Маркіз провів радикальні реформи — скасував рабство, реорганізував збройні сили та податкову систему, але водночас, жорстоко придушив опозицію, обмежив права підданих та Церкви, посилив урядову цензуру і заборонив діяльність єзуїтів.
1807 року до Португалії вдерлися французькі війська Наполеона, які пустошили країну протягом наступних 4 років. Весь королівський двір переїхав до Бразилії, встановивши столицю в Ріо-де-Жанейро. 1821 року король Жуан VI повернувся до Лісабону, але залишив в Південній Америці крон-принца Педру. Останній, за підтримки бразильської знаті, проголосив незалежність Бразилії в 1822 році й став її першим імператором. 1826 року, після смерті батька, Педру зійшов на португальський трон під іменем Педру IV, але надаючи перевагу Бразилії, відмовився від нього на користь своєї доньки Марії ІІ. Проти цього виступив його брат Мігел І, який узурпував престол. Це спричинило війну між двома таборами, яка закінчилися 1834 року поразкою Мігела та інтронізацією Марії ІІ. Землетрус, французька окупація, втрата найбагатшої бразильської колонії та міжусобні війни завдали непоправної шкоди суспільно-політичному розвитку Португалії.

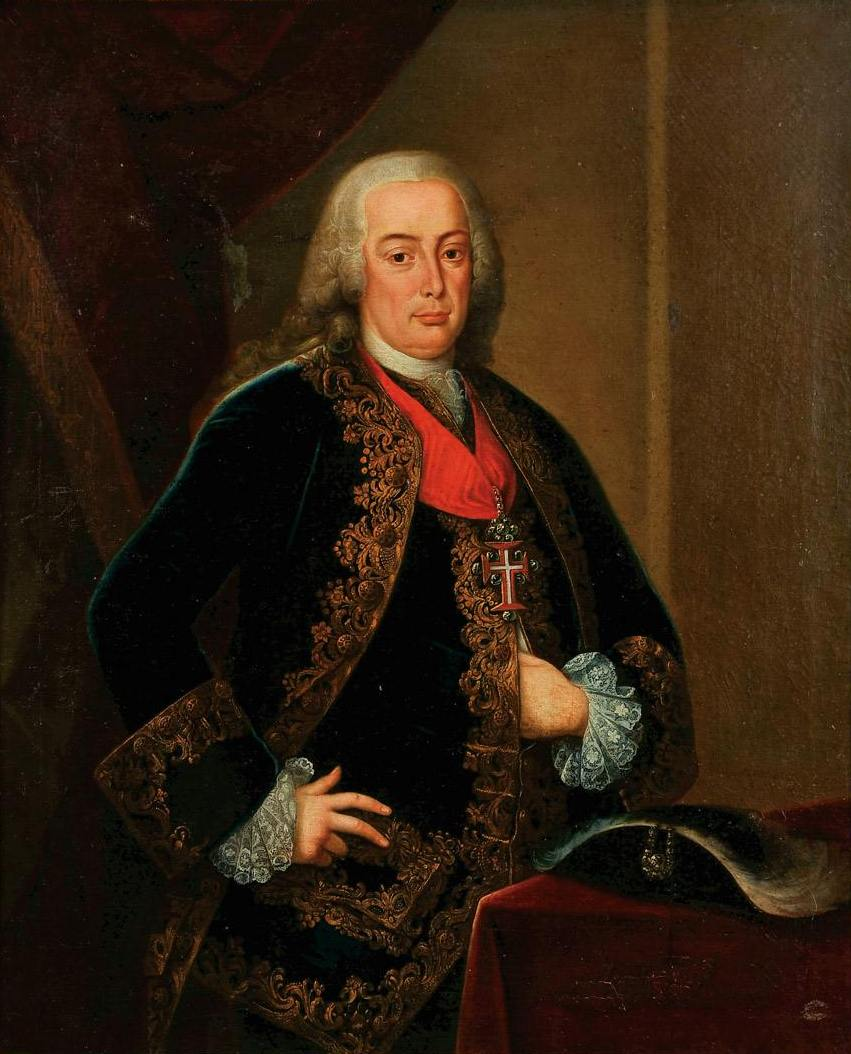
Себаштіан де Карвалю
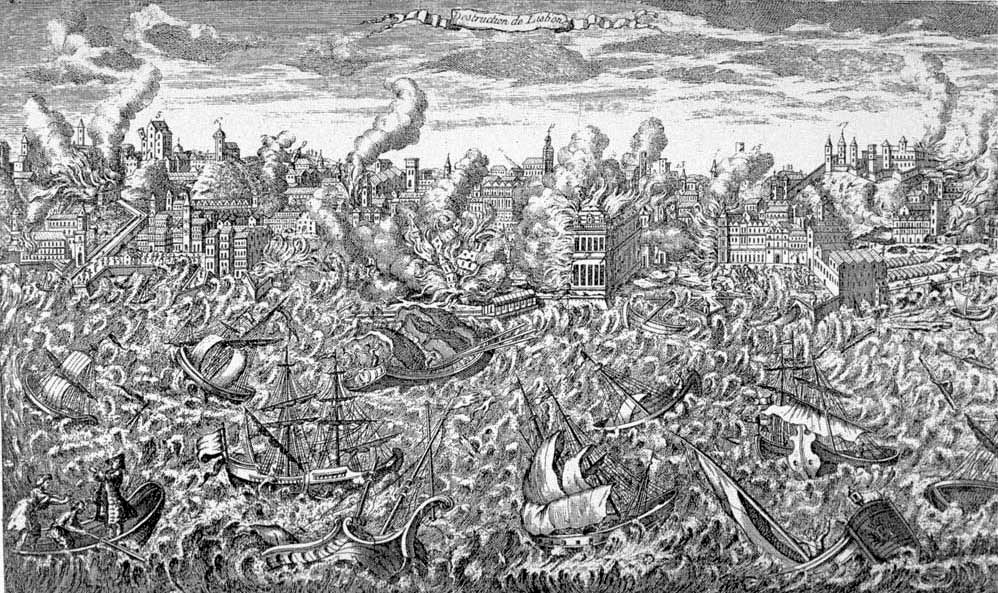
Лісабонський землетрус
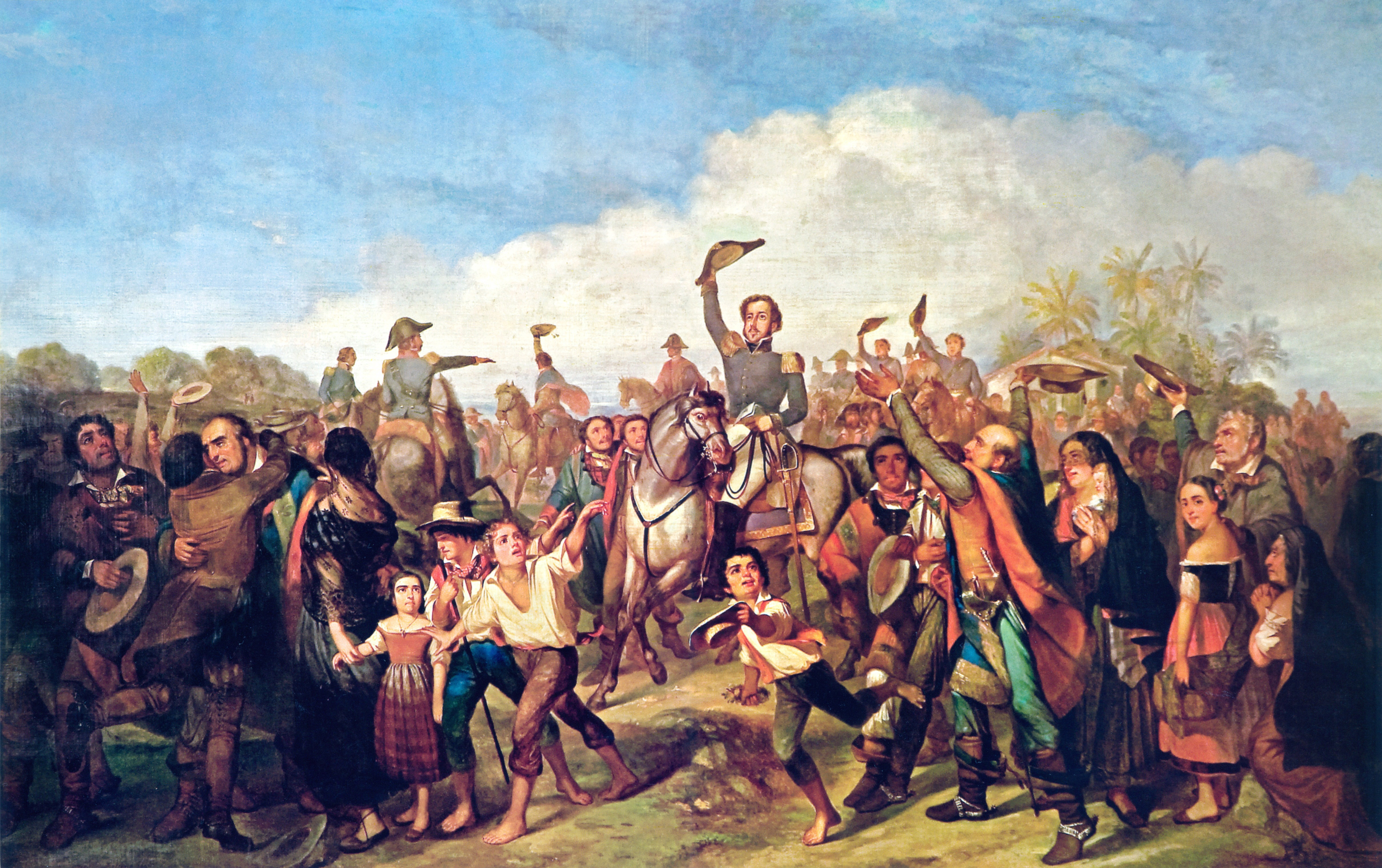
Незалежність Бразилії
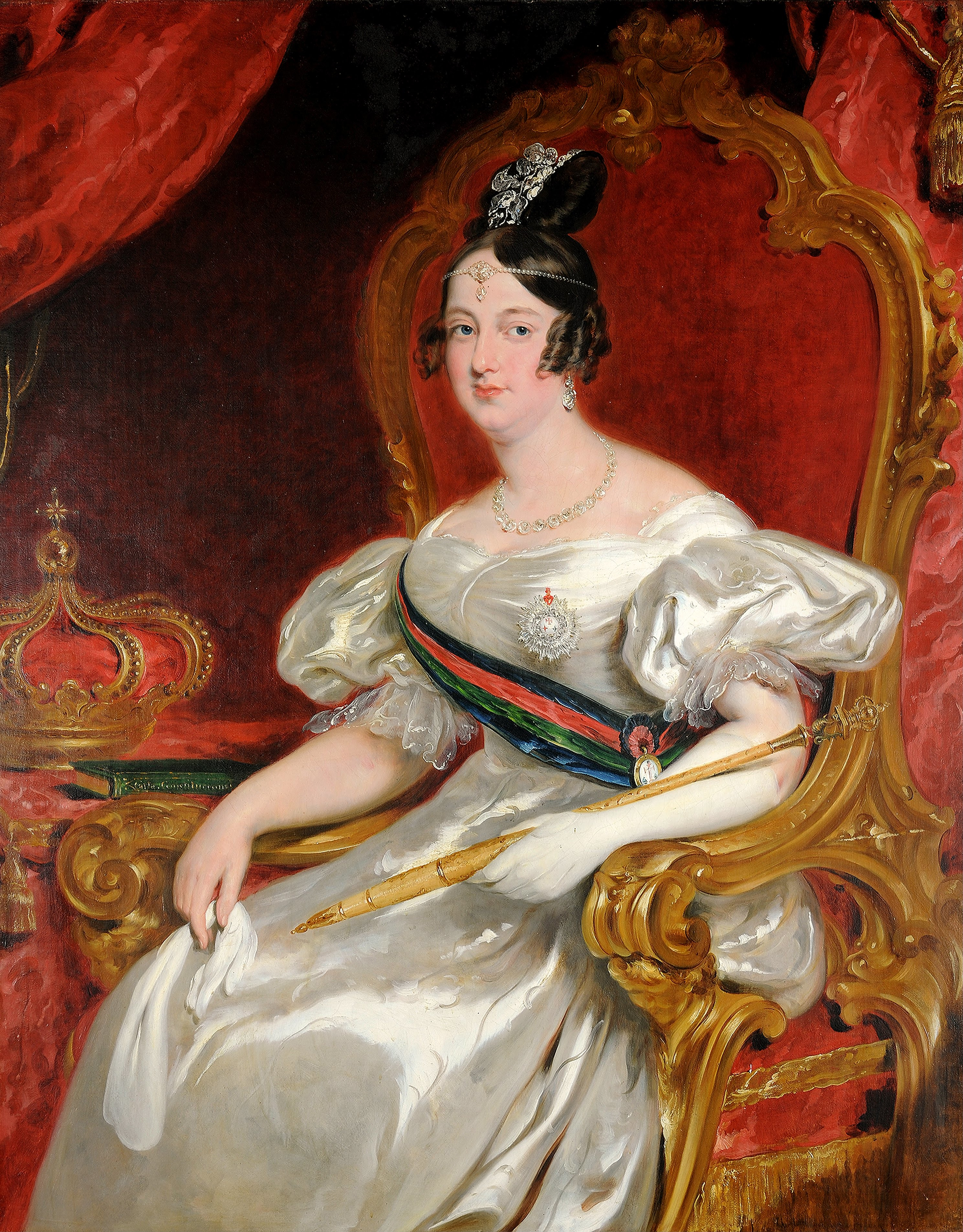
Марія ІІ

### Конституційна монархія
За королеви Марії ІІ в країні утвердилася конституційна монархія. Правителька одружилася з німецьким принцом Фердинандом (Фернанду ІІ), давши початок Брагансько-Кобурзькій династії. У 1850—1860 роках їхні сини, королі Педру V та Луїш, розпочали модернізацію системи комунікацій та транспорту Португалії та колоній. Вони зберігали за країною володіння в Африці (Ангола, Мозамбік, Гвінея-Бісау, Сан-Томе, Кабо-Верде) та Азії (Португальська Індія, Тимор, Макао), незважаючи на тиск імперіалістичних держав. З 1884 року африканські володіння у Португалії отримали визначені кордони за рішенням Берлінської конференції.
З кінця ХІХ століття Португалія увійшла у глибоку соціально-економічну кризу. За правління короля Карлуша країна двічі проголошувалася банкрутом — в 1892 і 1902 роках. Це спричинило колапс господарчої системи, критику монархії, політичну кризу та радикалізацію населення. 1908 року португальські ліві здійснили теракт в Лісабоні, під час якого вбили короля Карлуша та спадкоємця престолу Луїша-Філіпе. Новим королем було проголошено Мануела ІІ, який виявися останнім — його скинули з престолу соціалісти під час Португальської революції 5 жовтня 1910 року.

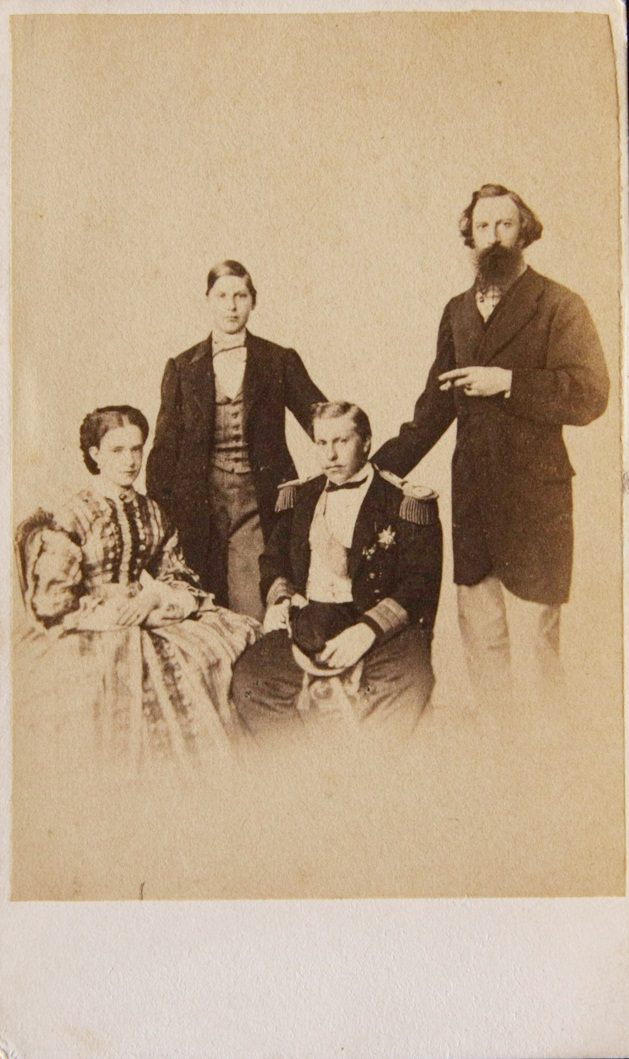
Марія ІІ і Фернанду ІІ з синами
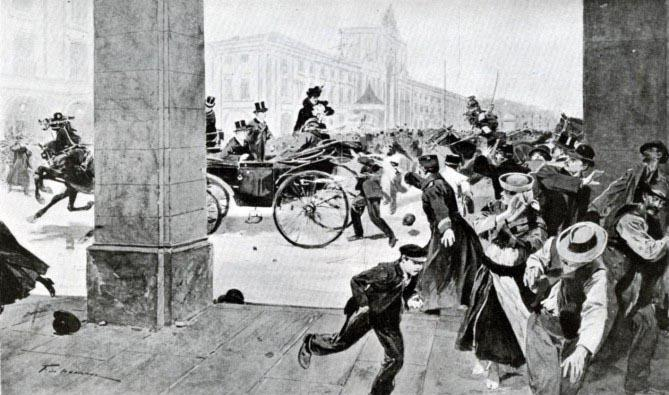
Убивство короля
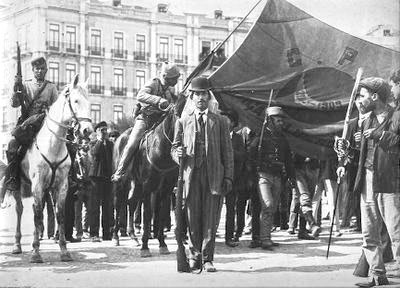
Революціонери
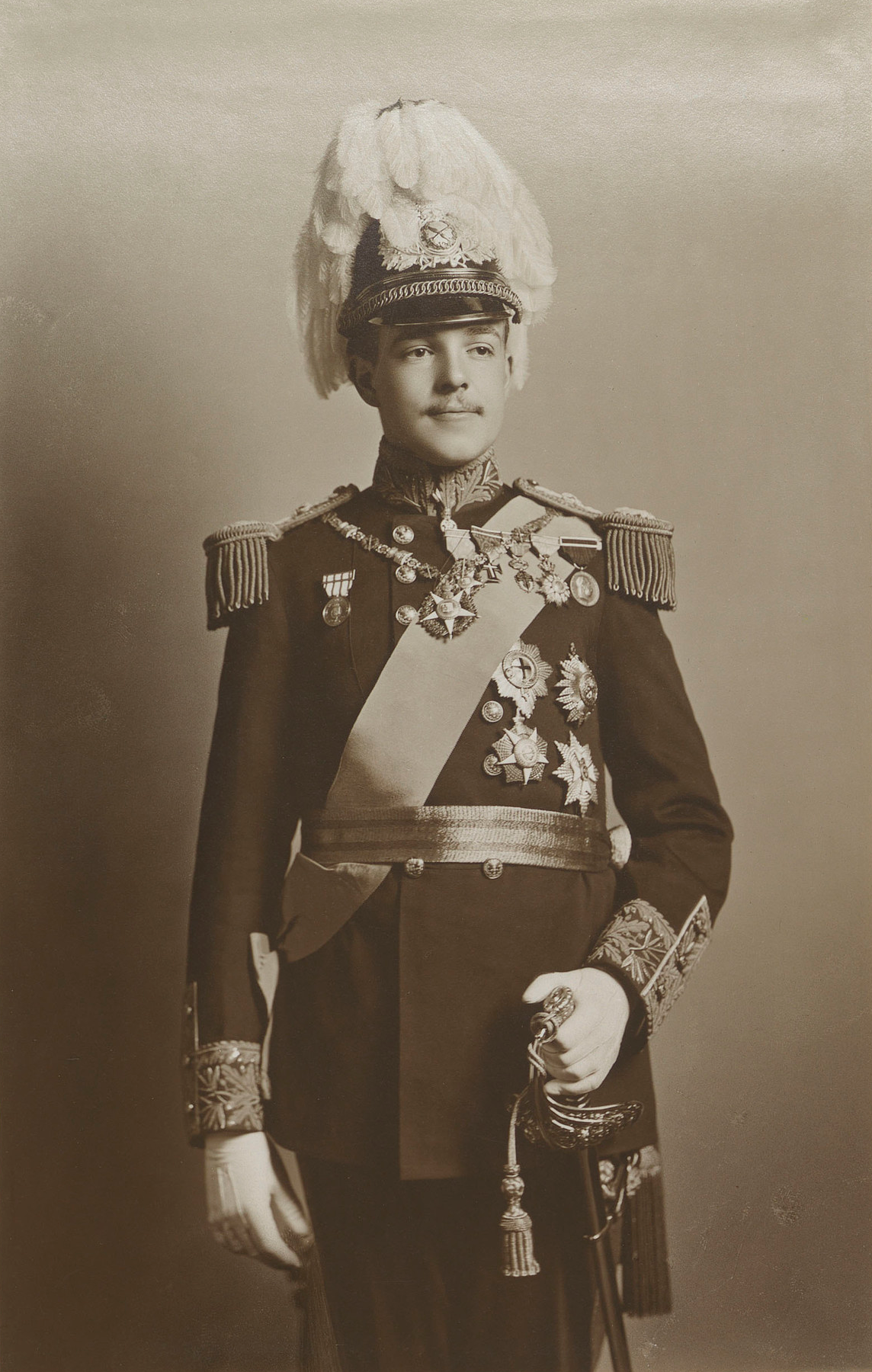
Мануел ІІ

## Новітній період

### Перша і Друга Республіка
Внаслідок революції 1910 року в Португалії була встановлена Перша Республіка. Повалення монархії і прихід до влади лівих сил погіршив ситуацію в країні. Під управлінням вісьмох президентів в Португалії запанували правова анархія, корупція, глибока соціальна нерівність, політичний і атеїстичний терор. Участь Португалії у Першій світовій війні на боці Антанти в 1916—1918 роках не дала країні вигод. Внаслідок зростаючого хаосу 28 травня 1926 року в Португалії відбулася революція національно-консервативних сил, які проголосили створення Національної диктатури. Згодом, це призвело до утвердження в 1933 році націоналістичного авторитарного режиму під проводом голови уряду, професора Антоніу Салазара. Він отримав назву Нової Держави або Другої Республіки, яка проіснувала до 1974 року.
Шляхом репресивних заходів Салазар відновив суспільний порядок і португальську економіку. Усвідомлюючи руйнівну силу комуністично-соціалістичних ідей, він заборонив радикальні рухи й допомагав сусідній Іспанії в особі Франко боротися проти лівацького уряду. Під час Другої світової війни Португалія зберігала нейтралітет, а з початком Холодної війни приєдналася до західного антирадянського блоку. За Салазара країна стала членом НАТО (1949), ООН (1955), ЄАВТ (1960) та ОЕСР (1961). Намагаючись протистояти визвольному рухові в колоніях, Салазар ініціював проекти з переселення білого населення до Азії та Африки, і, водночас, популяризував доктрину лузотропікалізму — ідею толерантної Португалії як трансконтинентальної держави, а не імперії. Незважаючи на ці заходи уряд Індії захопив португальські володіння на своєму узбережжі впродовж 1954—1961 років, а в 1961 році народи Анголи, Мозамбіку та Гвінеї повстали проти португальського панування. Через колоніальну війну міжнародна спільнота наклала санкції на Португалію, але Салазар та його наступник Каетану до останнього намагалися зберегти цілісність держави.

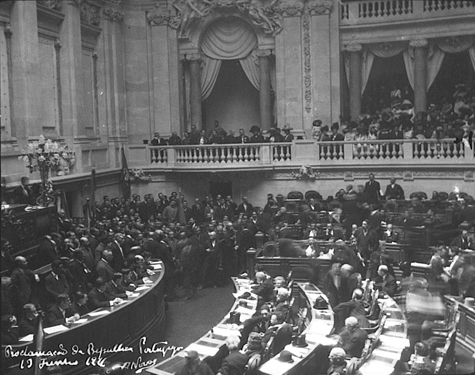
Проголошення Республіки
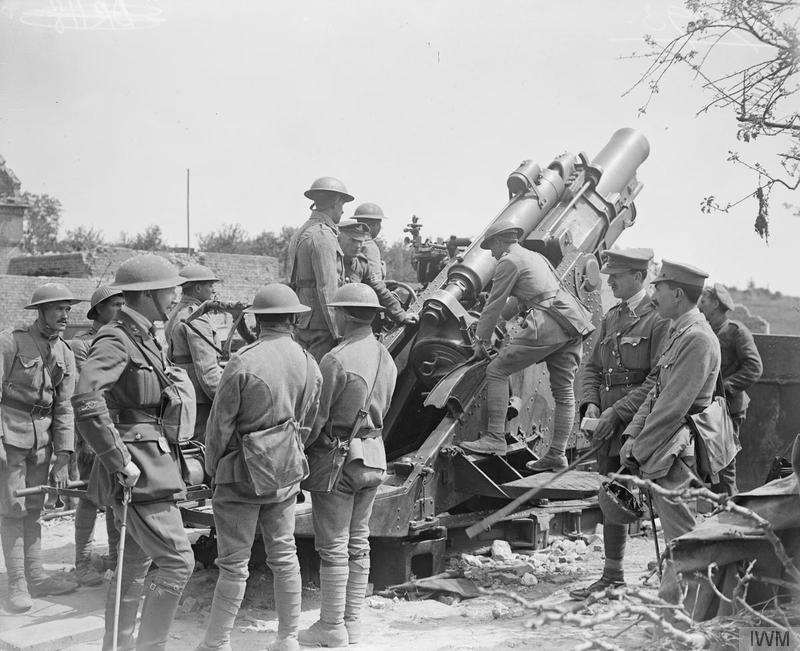
Перша світова війна
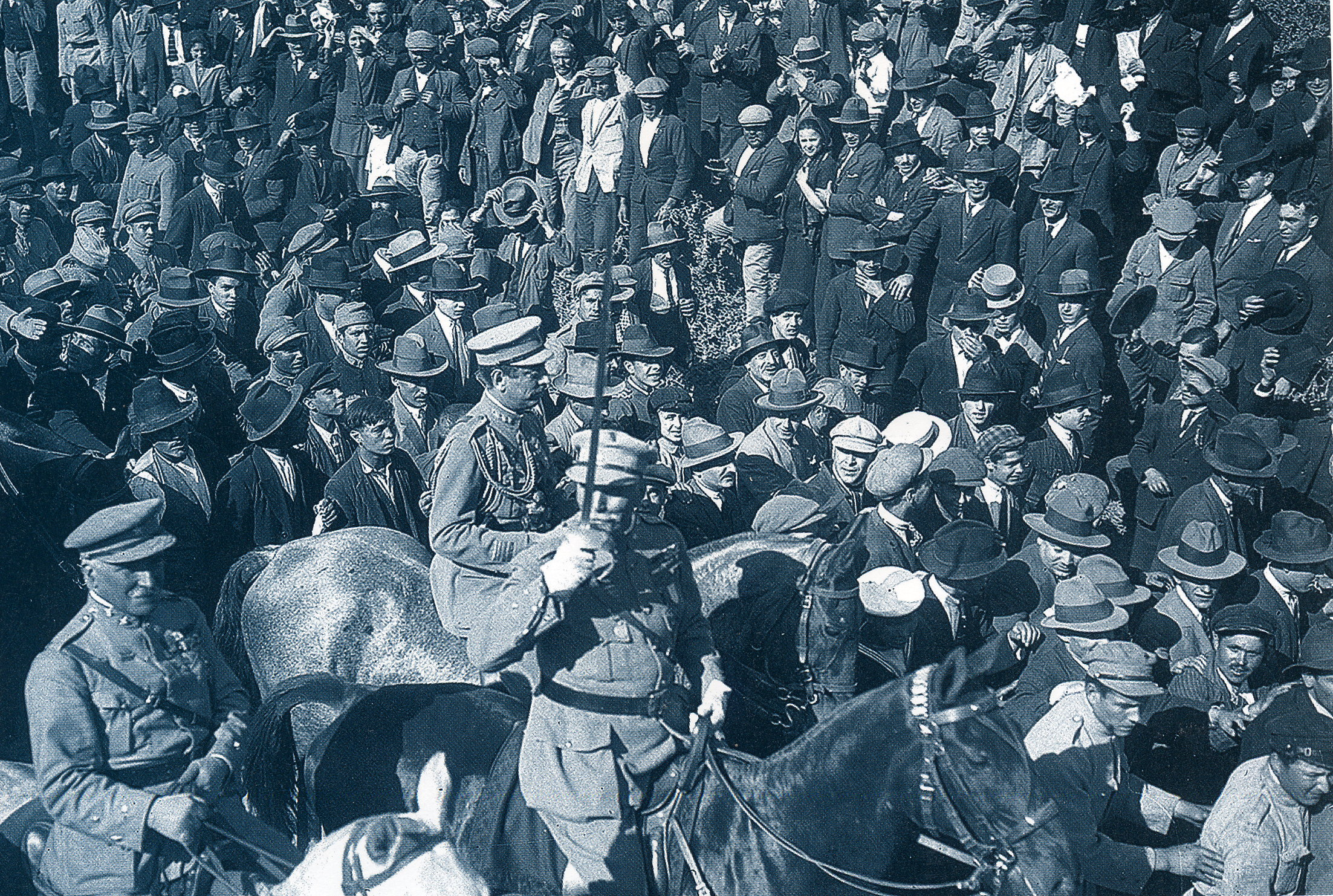
Національна революція
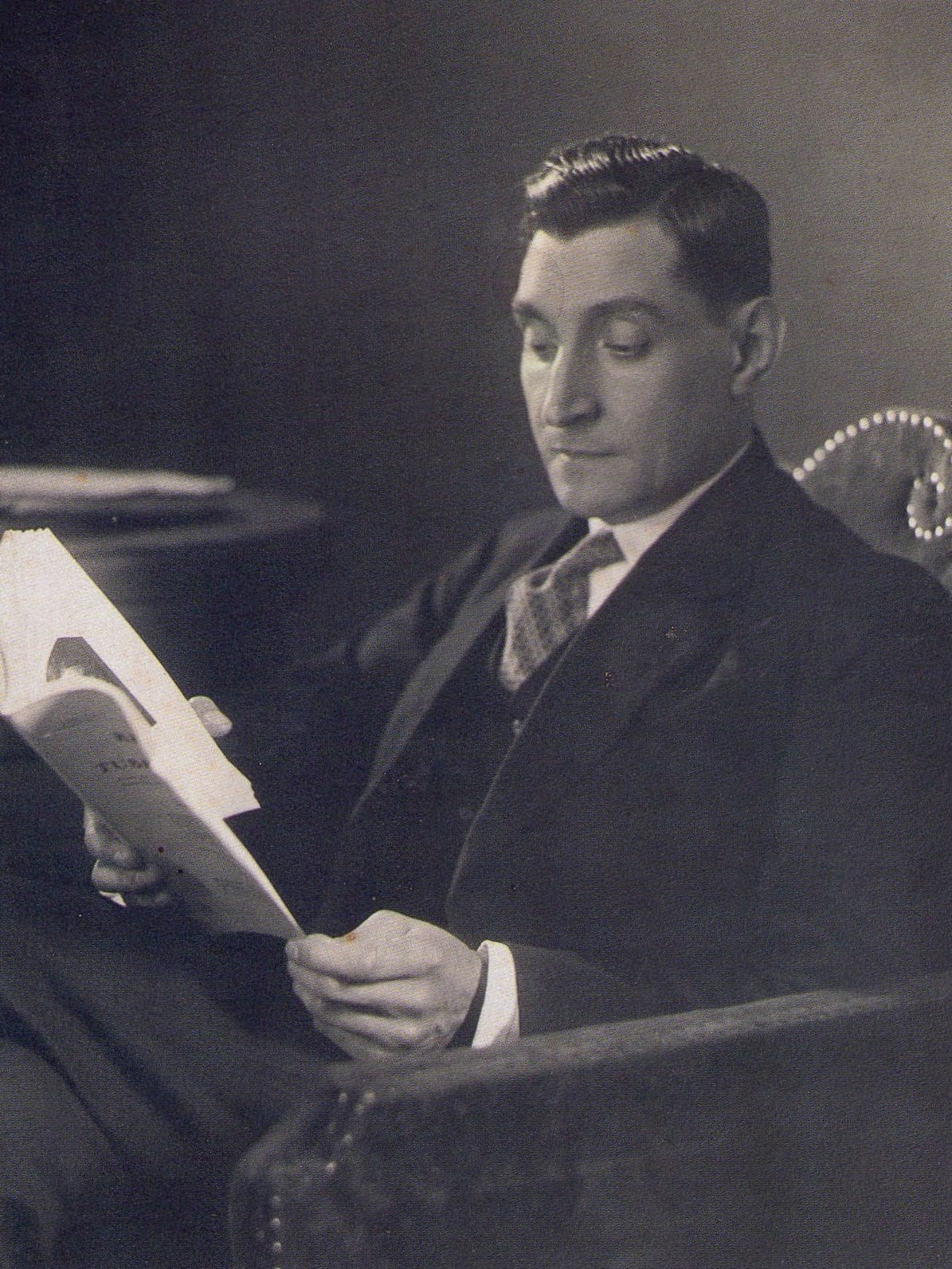
Антоніу Салазар

### Третя республіка
25 квітня 1974 року в Лісабоні, під проводом офіцерів-ліваків, відбувся державний переворот, що отримав назву Революції гвоздик. Внаслідок повалення Нової Держави постала Третя Португальська Республіка, сучасна Португалія. Владу на себе взяла Рада національного порятунку. 1975 року вона визнала втрату африканських колоній та Східного Тимору, що спричинило масову репатріацію (близько 1 млн) білого населення до Португалії. За прем'єрства соціаліста Маріу Суаріша (1976—1978, 1983—1985), з метою досягти дореволюційного рівня економічного розвитку, Португалію реформували під наглядом МВФ. Уряд обрав курс на входження до ЄЕС і провів земельну реформу. 1976 року він оприлюднив нову Конституцію, написану у соціалстичному дусі.
1986 року Португалія стала членом ЄС задля імпульсу в соціально-економічному розвитку. 1995 року країна увійшла до Шенгенської зони, а 1999 року — до єврозони. Внаслідок фінансової кризи 2000-х років португальський уряд став отримувати дотації та кредити від МФВ і ЄС. Португалія повністю відмовилася від колоній, передавши в 1999 році володіння Макао Китайській Народній Республіці.

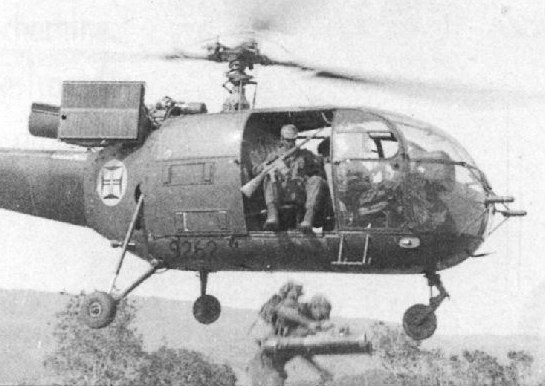
Португальці в Африці
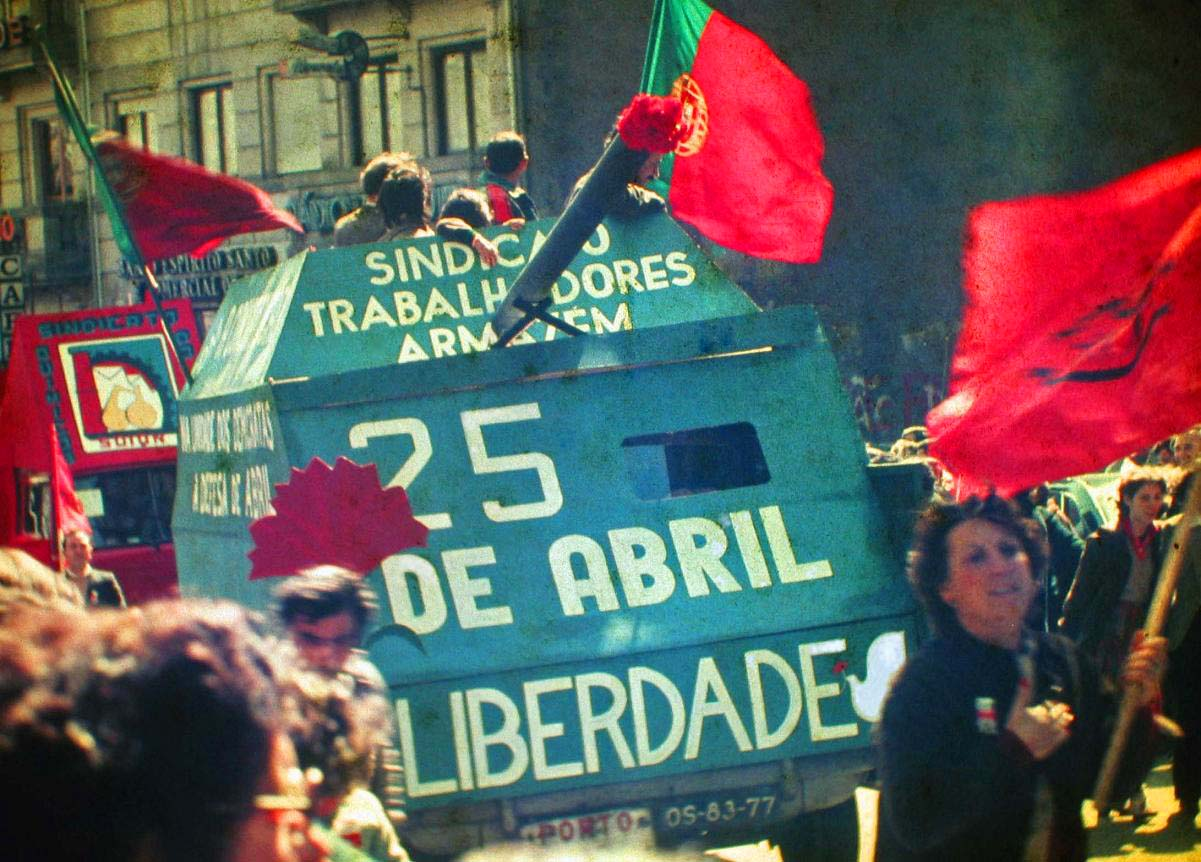
Революція гвоздик
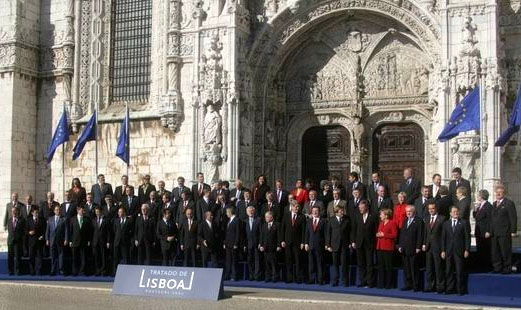
Лісабонський договір
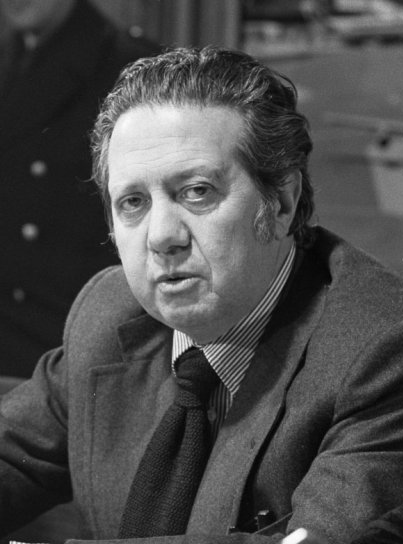
Маріу Суаріш